# Svetlahorsk
Svetlahorsk (belarusiska: Светлагорск) samt Svetlogorsk (ryska: Светлогорск) är en stad i Belarus. Den ligger i Homels voblast, i den centrala delen av landet, 200 km sydost om huvudstaden Minsk. Svetlahorsk ligger 142 meter över havet och antalet invånare är 69 011.

## Natur och klimat
Terrängen runt Svetlahorsk är mycket platt. Svetlahorsk är det största samhället i trakten. 
I omgivningarna runt Svetlahorsk växer i huvudsak blandskog. Runt Svetlahorsk är det ganska tätbefolkat, med 54 invånare per kvadratkilometer.